# Salomon Munk
Salomon Munk, född den 14 maj 1802 i Glogau, död den 6 februari 1867 i Paris, var en fransk orientalist av judisk börd. 
Munk studerade vid universitetet i Paris (för Silvestre de Sacy) och var 1840–1851 kustos för de orientaliska manuskripten vid Bibliothèque nationale. Trots att han sedan 1851 var blind, blev han 1865 lärare i arameiska och hebreiska språken vid Collège de France. Sedan 1858 var han medlem av Franska institutet. Munk utgav bland annat Palestine, déscription géographique, historique et archéologique (1845) och Mélanges de philosophie juive et arabe (1857–1859) samt publicerade 1856–1866 på Rothschilds bekostnad den arabiska texten av Maimonides More nebuchim jämte fransk översättning.